# Björnlandet öst
Björnlandet öst var ett naturreservat i Åsele kommun i Västerbottens län.
Området var naturskyddat sedan 2009 och är 145 hektar stort. Reservatet angränsade till östra delen av Björnlandets nationalpark vari det senare uppgick i. Reservatet omfattar en östsluttning mot Flärkåns dalgång och består av tallskogar och talldominerade barrbalnsdkogar.